# François Gauzi
François Gauzi est un peintre et graveur français né le 26 décembre 1862 à Fronton et mort le 23 octobre 1933 à Toulouse.
Actif à Toulouse et à Paris, il est un proche d'Henri Rachou et d'Henri de Toulouse-Lautrec.

## Biographie
François Gauzi est né à Fronton le 26 décembre 1862 dans une famille de viticulteurs. Après sa scolarité au lycée Pierre-de-Fermat de Toulouse, il entre à l'École des beaux-arts de Toulouse où il est encouragé par Puvis de Chavannes.
Il gagne ensuite Paris où il suit l'enseignement des peintres Alfred Roll et Fernand Cormon. C'est dans l'atelier de ce dernier, au 104, boulevard de Clichy, qu'il fait la connaissance, avec son ami toulousain Henri Rachou, d'Henri de Toulouse-Lautrec, Louis Anquetin, Émile Bernard et Vincent van Gogh. Il fréquente par ailleurs le musée du Louvre pour y étudier les maîtres, et le cabaret du Chat noir où il rencontre Aristide Bruant, Jean-Louis Forain, Adolphe Willette et Lucien Métivet.

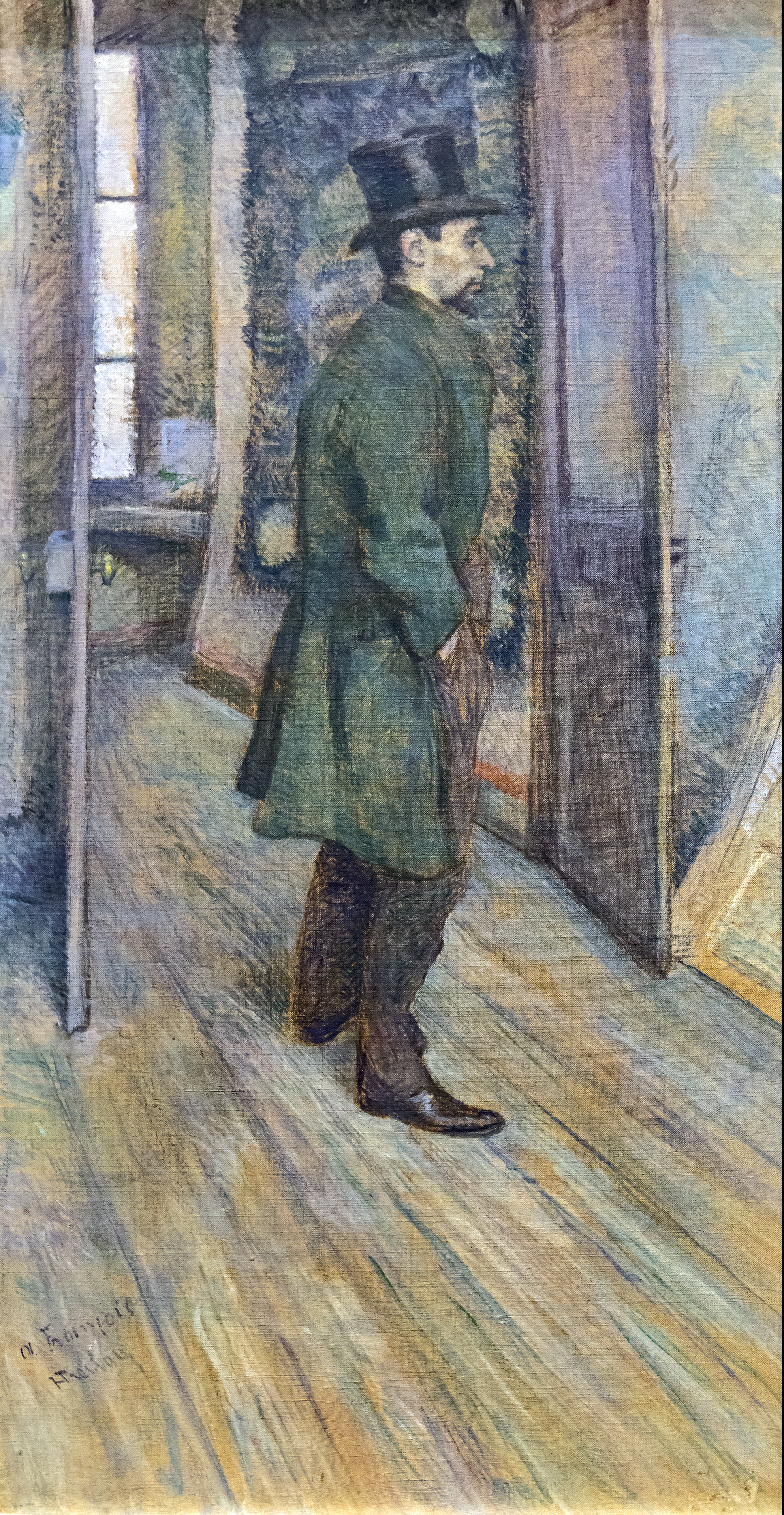
Toulouse-Lautrec, Portrait de François Gauzi, musée des Augustins de Toulouse.

Gauzi, Rachou et Toulouse-Lautrec nouent alors une amitié très forte et Lautrec prend souvent Gauzi comme modèle.
En 1886, il emménage à Montmartre au 7, rue Tourlaque à proximité de l'atelier de Toulouse-Lautrec du 27, rue Caulaincourt. Les deux amis hantent alors l'Élysée-Montmartre, le Mirliton et le Moulin-Rouge.
Il rêve d'exposer au Salon, mais Cormon l'en dissuade. Il expose néanmoins au Salon des indépendants à partir de 1891 durant trois années consécutives.
En 1891, il déménage au 22, rue Ganneron, dans un pavillon voisin de celui de Rachou.
En 1896, il retourne vivre en Haute-Garonne où il se partage entre Toulouse et Fronton. En 1900, il épouse Germaine Marty ; le couple s'installe dans le quartier Saint-Sernin à Toulouse.
Il prend part à l'essor artistique toulousain de cette époque, il expose régulièrement au Salon de l'Union artistique et au Salon des artistes méridionaux. D'abord membre en 1908, il devient président de la Société des artistes méridionaux durant la Première Guerre mondiale.
François Gauzi rédige la préface du catalogue de la rétrospective consacrée à Toulouse-Lautrec au Salon des artistes méridionaux de 1932.
Il meurt le 23 octobre 1933 des suites d'une maladie dans sa maison-atelier au 37, rue de la Concorde à Toulouse.

## Œuvre

### Peinture
Auteur de portraits intimistes, de vues urbaines de Toulouse essentiellement, François Gauzi est également peintre paysagiste et représente des vues de sa région natale du Frontonnais dans un style post-impressionniste.
À Toulouse, le musée des Augustins et le musée du Vieux Toulouse conservent plusieurs œuvres de Gauzi.
Un tableau représentant une scène de vendanges orne la salle du conseil municipal de la mairie de Fronton.

Œuvres de François Gauzi
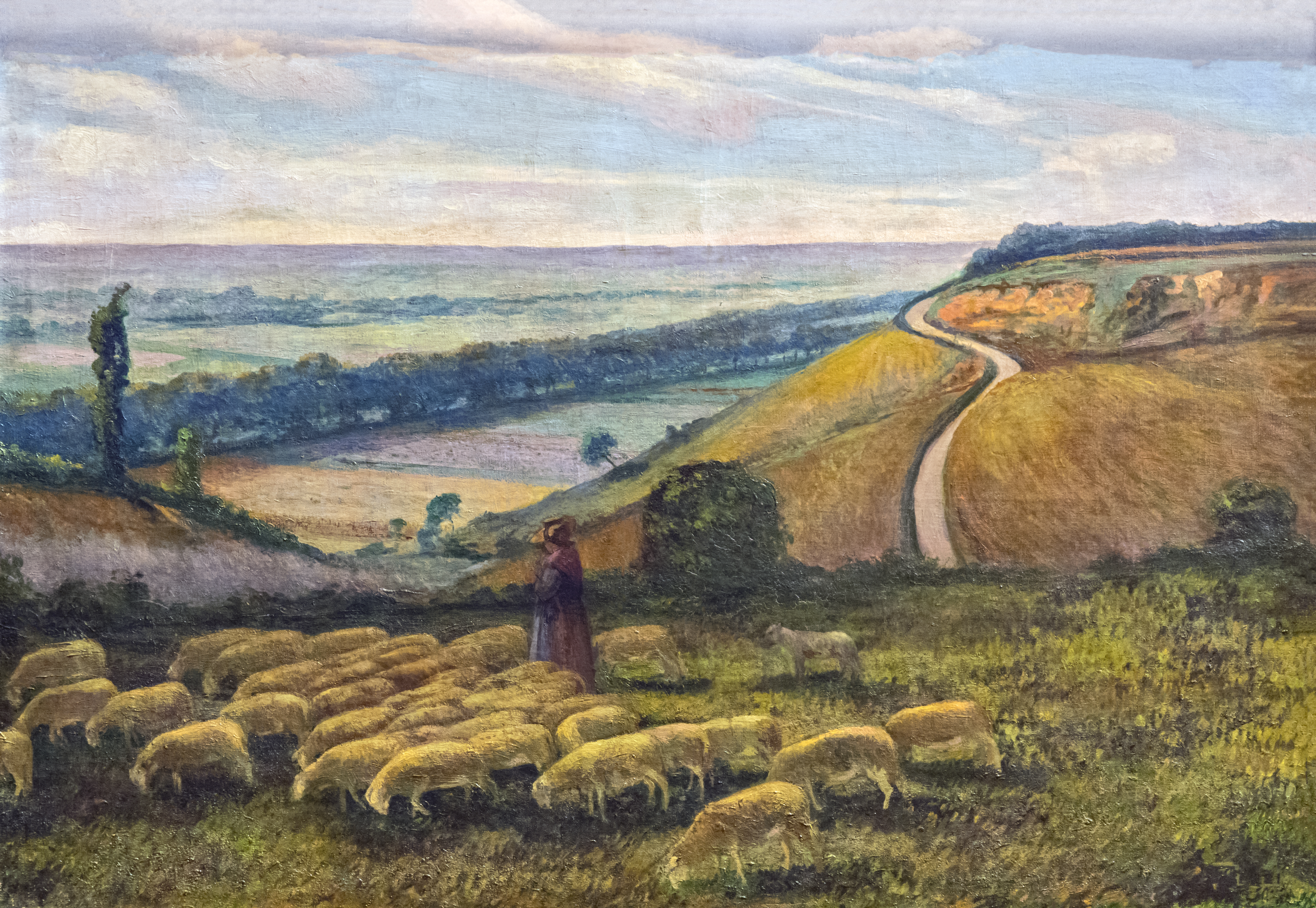
Bergère au milieu de son troupeau (1882), musée des Augustins de Toulouse.
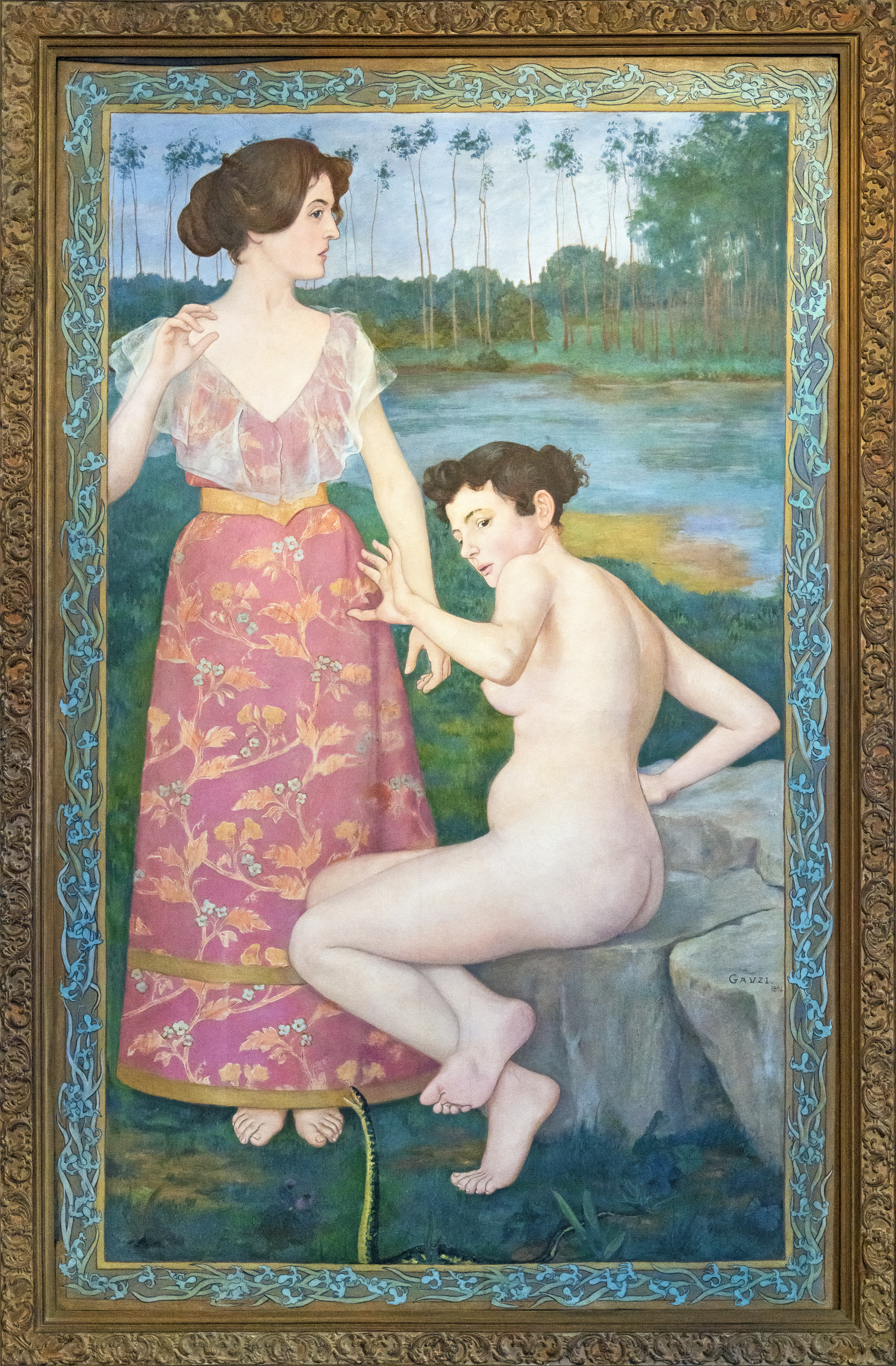
Scène mythologique (1894), Albi, musée Toulouse-Lautrec.
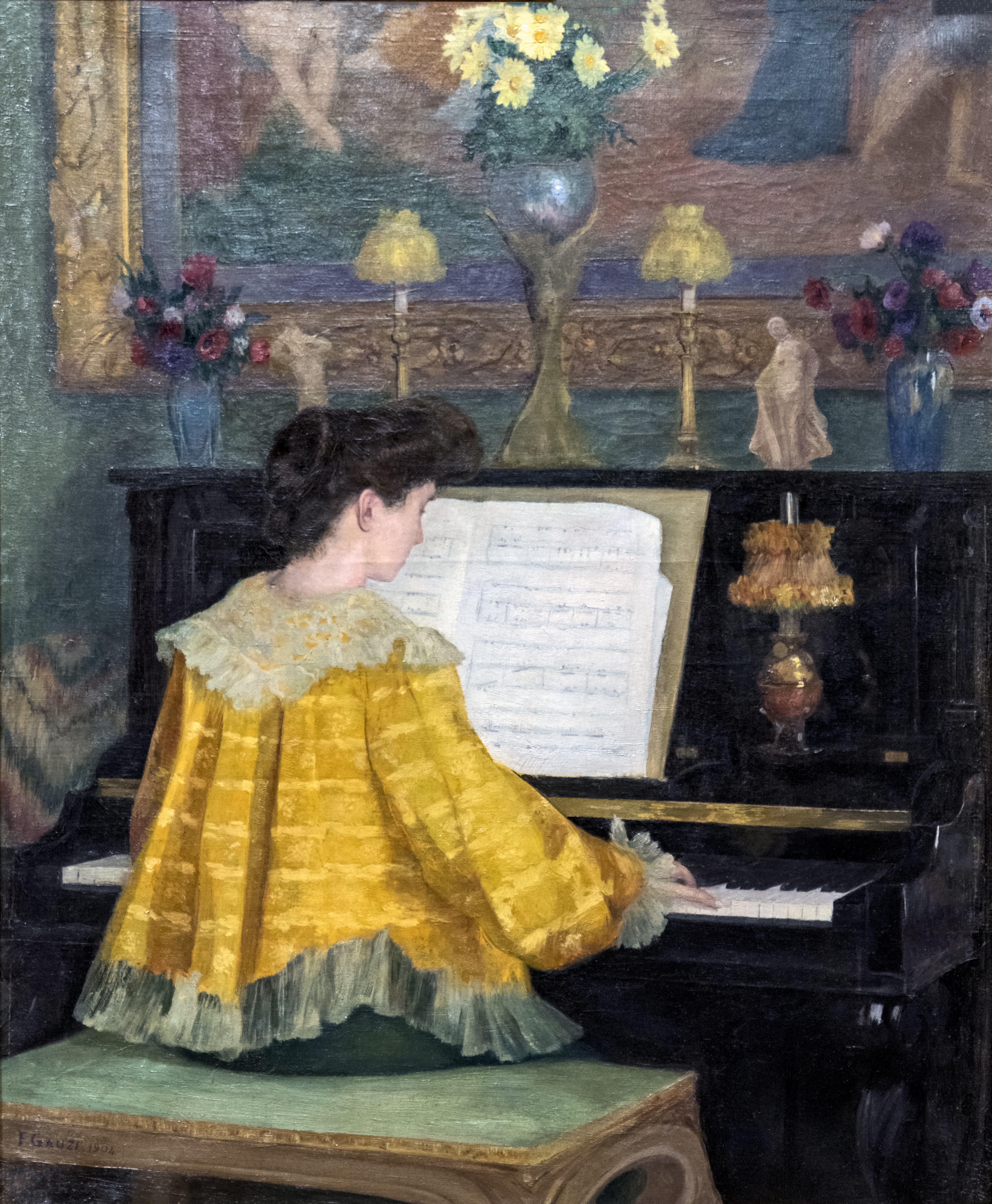
Jeune femme au piano (1904), musée des Augustins de Toulouse.
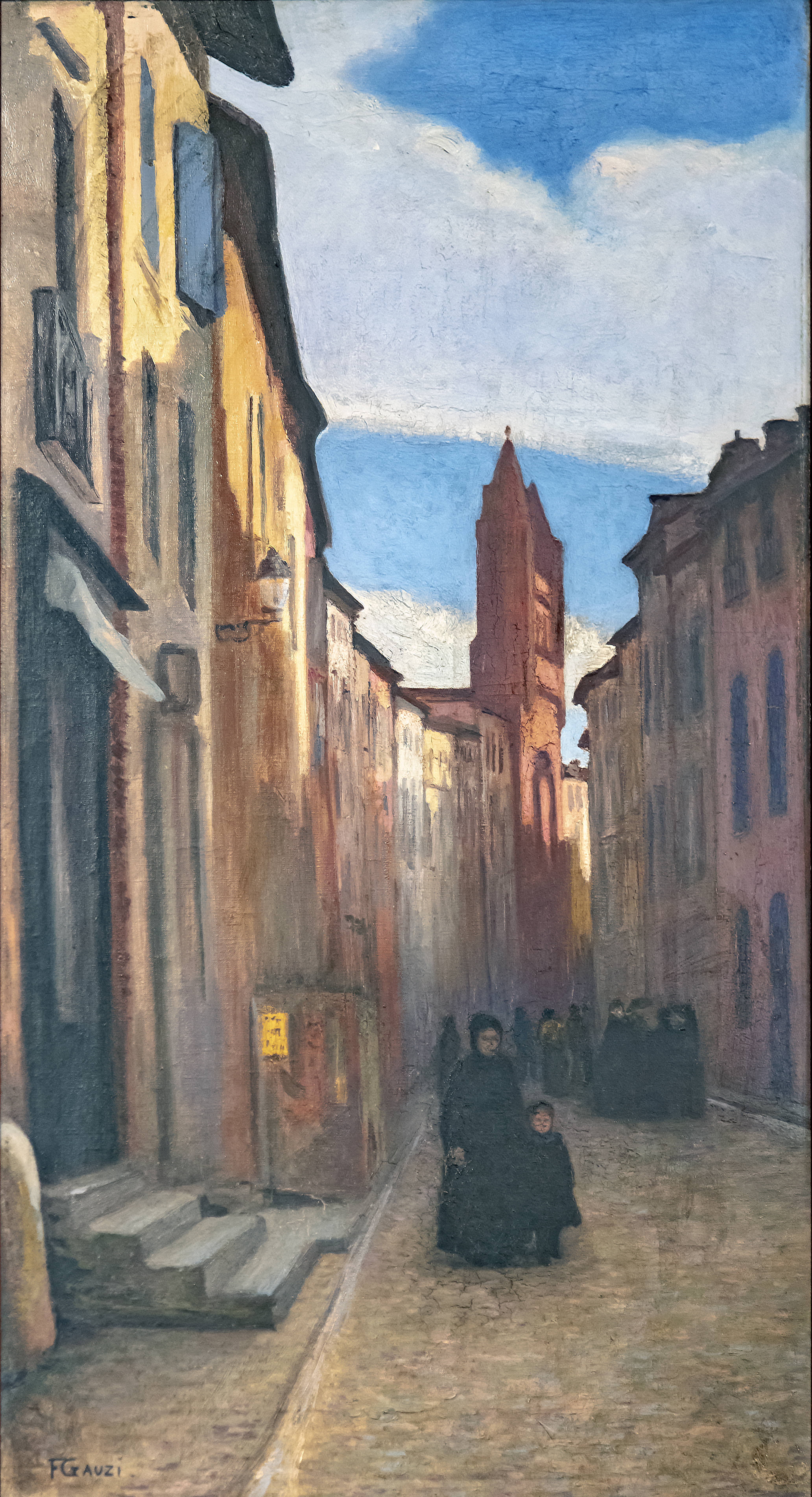
La Rue du Taur, Toulouse, musée du Vieux Toulouse.
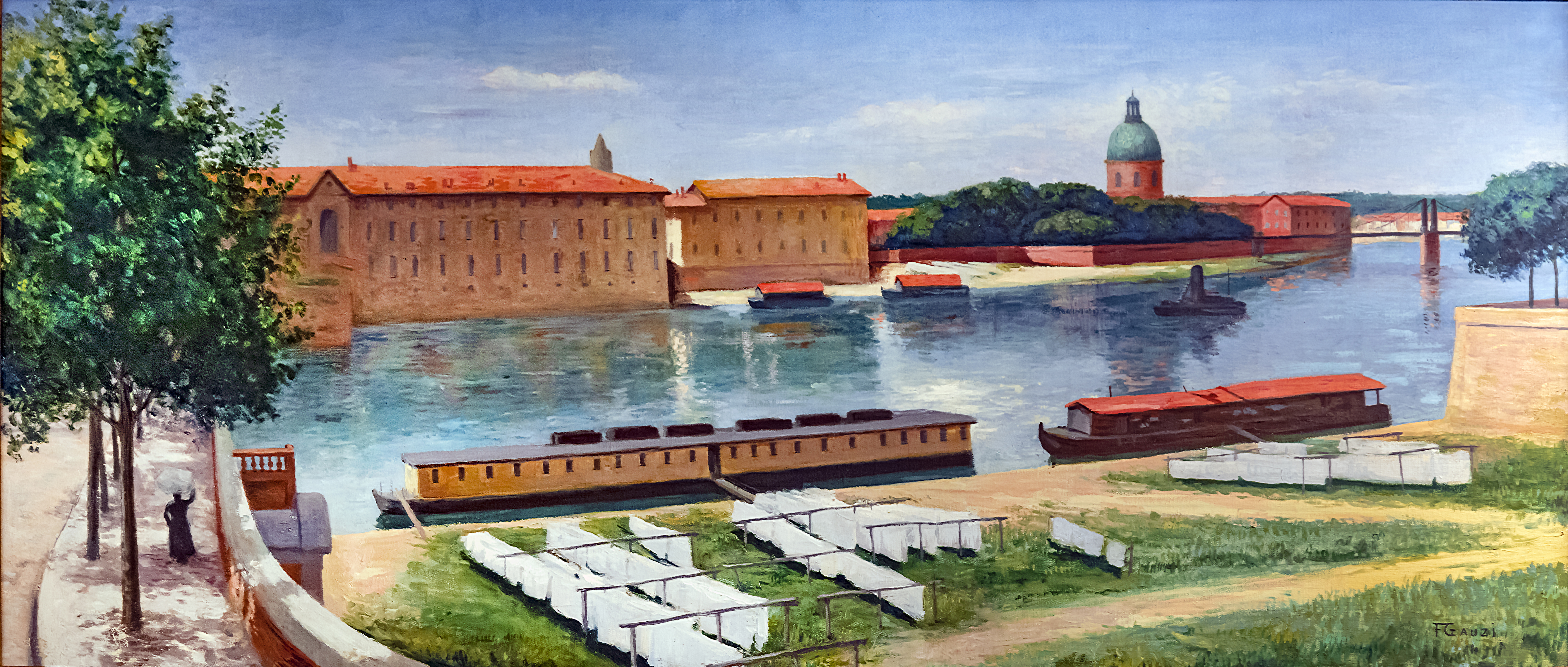
Le Port de la Daurade, les bains chauds et les bateaux-lavoirs, Toulouse, musée du Vieux Toulouse.
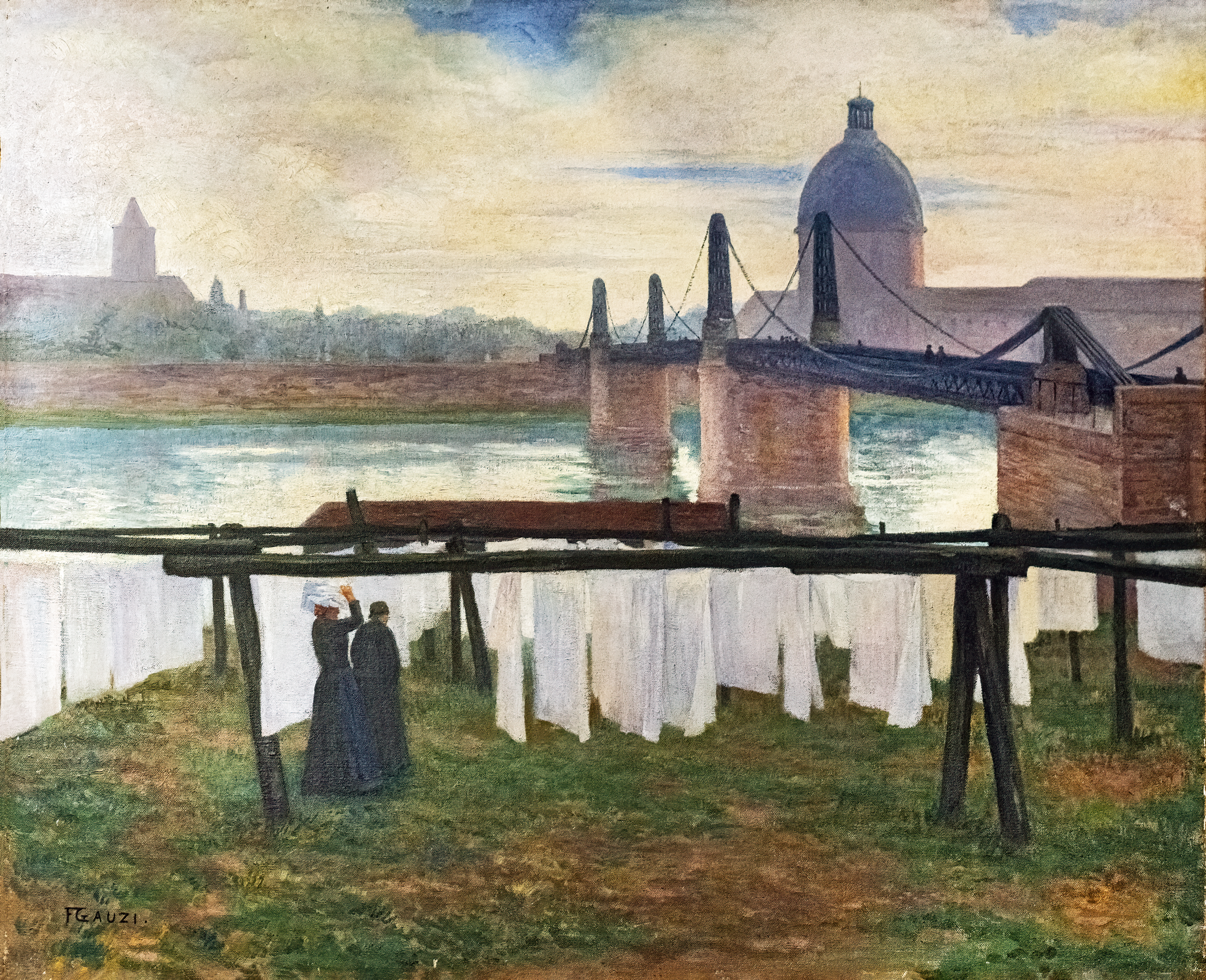
Le Port et le pont Saint-Pierre Toulouse, musée du Vieux Toulouse.

### Dessin

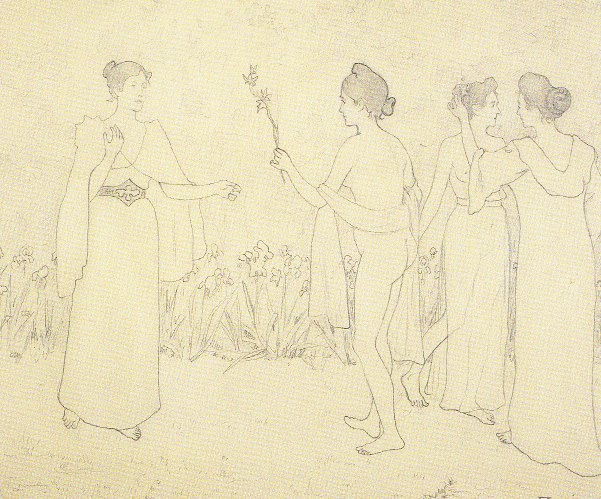
Composition symboliste, Toulouse, musée Paul-Dupuy.

Le musée Paul-Dupuy de Toulouse conserve un dessin, peut-être une étude préparatoire à un décor réalisé autour des années 1890.

### Gravure sur bois
Durant les 15 dernières années de sa vie, François Gauzi se consacre à la gravure sur bois et édite une série d'albums tirés à peu d'exemplaires destinés à ses amis et quelques bibliophiles.
- Douze signes et chansons, Toulouse : Sirven, 1922.
- Images et boniments en Pays d'Oc, Toulouse : Privat, 1925[7].
- Les étranges fleurs du Jardin d'Amour, Paris : Paul Catin, 1927.
- Le Nébuleux, Toulouse : Privat, 1931.

### Photographie

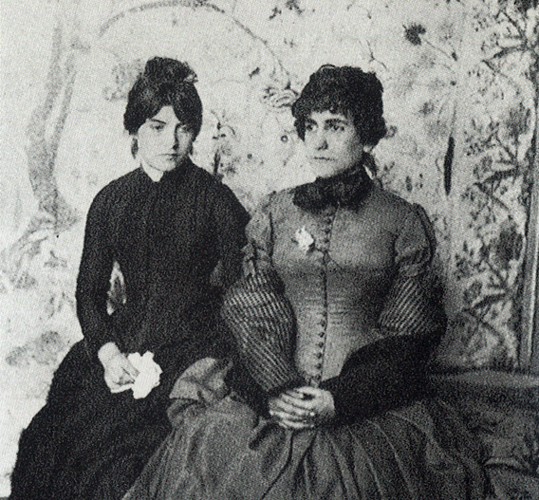
Suzanne Valadon et Jeanne Wenz vers 1890, photographie attribuée à François Gauzi, collection particulière non sourcée.

Photographe amateur, Gauzi a réalisé en particulier des photographies de soirées déguisées et des portraits de modèles.

## Expositions
- Exposition du 23 mars au 3 avril 2012, salle du conseil municipal de Fronton, hommage à François Gauzi organisé à l'occasion du 150e anniversaire de sa naissance[3].